# Jens Hugger
Jens Hugger (1. december 1958 - 4. marts 2016) var ansat som lektor ved Institut for Matematiske Fag ved Københavns Universitet før sin død, hvor han underviste i blandt andet numerisk analyse. Han har tidligere været studieleder og var (2007-2010) formand for bachelorstudienævnet for alle naturvidenskabelige uddannelser ved det Naturvidenskabelige fakultet ved Københavns universitet. Han stod bag en lang række engelsksprogede publikationer.